# Aiči D3A
Aiči D3A byl jednomotorový dvoumístný střemhlavý bombardovací letoun japonského císařského námořního letectva z druhé světové války. V japonském námořnictvu byl znám jako palubní bombardér typ 99 (九九式艦上爆撃機, Kjúkjúšiki kandžó bakugekiki). Spojenecké kódové označení typu bylo Val. Svoji největší slávu zažil v roce 1941 a 1942, kdy tyto letouny útočily na Pearl Harbor, na britské i americké vojenské loďstvo, účastnily se bojů v Korálovém moři, v bitvě u Midway, či v bojích o Guadalcanal.

## Vývoj

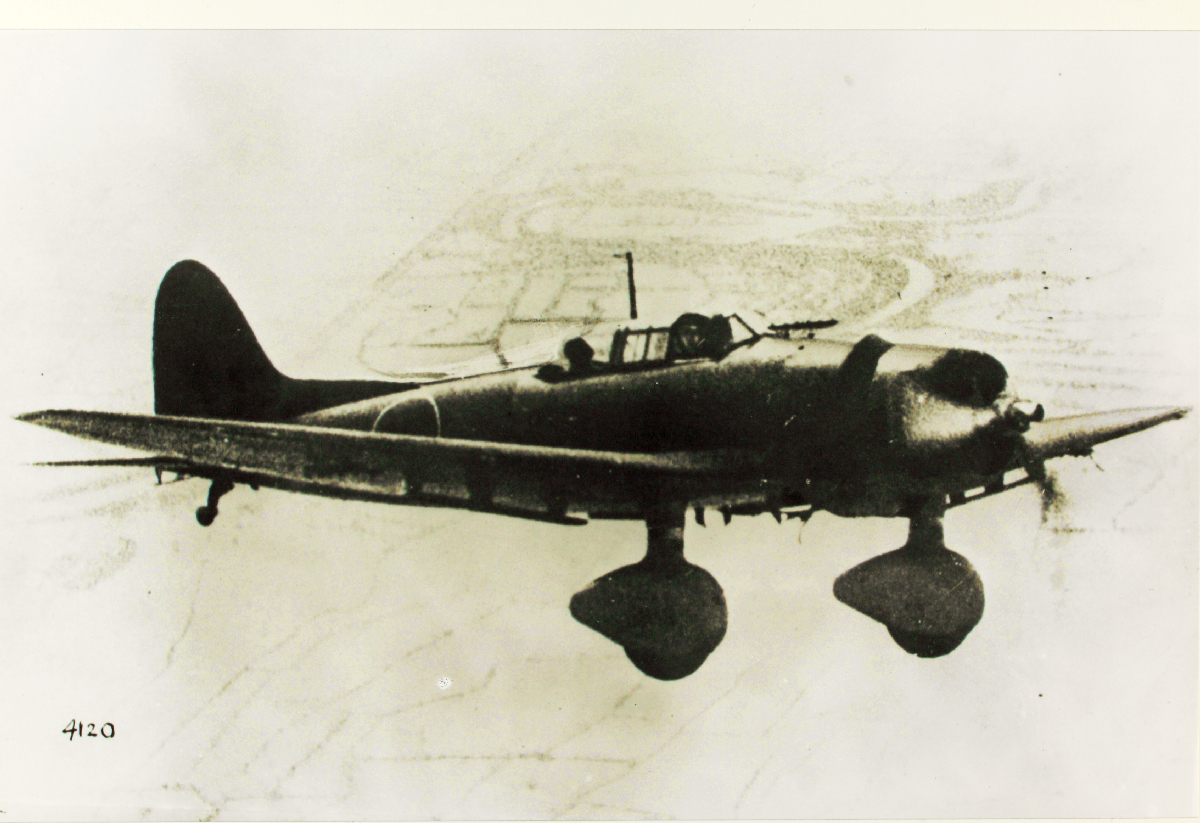
Aiči D3A

V roce 1936 vydal japonský generální štáb námořního letectva specifikace 11-Ši, ve kterých byly stanoveny požadavky na nový palubní bombardovací jednoplošník. První prototyp stroje vzlétl v lednu 1938, poháněný vzduchem chlazeným hvězdicovým devítiválcem Nakadžima Hikari 1 o výkonu 529 kW.
Ukázalo se, že letoun má slabý motor, proto byl do druhého prototypu instalován dvouhvězdicový čtrnáctiválec Micubiši Kinsei o výkonu 604 kW. Tento prototyp vzlétl v roce 1939 a japonské císařské námořnictvo po úspěšných zkouškách objednalo sériovou výrobu. Mezitím byly další zkušební prototypy vybaveny ještě silnějšími motory o výkonu 746 kW, přičemž došlo k úpravě trupu, zvětšení ocasních ploch a rozpětí. Druhý prototyp byl v průběhu roku 1939 v Kasumigaře podroben srovnávacím zkouškám s konkurenčním typem Nakadžima D3N1 ve kterých zvítězil.
Dodávkám sériových letounů předcházela produkce šesti předsériových exemplářů, které od března 1939 testovali zkušební piloti. Tyto stroje již měly instalované silnější motory Micubiši Kinsei 43 se vzletovým výkonem 746 kW v prodloužené a rozšířené přídi. Rozpětí křídla bylo zmenšeno a svislá ocasní plocha nyní přecházela do hřbetu trupu protáhlým kýlem.
Takto upravené letouny byly označeny jako D3A1 model 11. Před kabinou byly v trupu umístěny dva synchronizované kulomety typ 97 ráže 7,7 mm, zadní kabina byla vybavena pohyblivým obranným kulometem typ 92 stejné ráže. Na výklopné rameno pod trupem bývala zavěšována 250 kg puma typ 98 a dvě až čtyři pumy s hmotností 30 kg mohl Val nést na závěsnících pod křídlem vně brzdících štítů.
V roce 1940 se rozbíhala sériová výroba a současně proběhly úspěšně zakončené zkoušky vzletů a přistání na palubách letadlových lodí Akagi a Kaga. Poté byly stroje převzaty do výzbroje.
Výroba D3A1 model 11 probíhala v závodech společnosti Aiči Funakata do srpna 1942 při celkové produkci 470 letounů. Závěrečné výrobní série již měly zabudovaný motor Kinsei 44 o maximálním výkonu 798 kW.
V červnu 1942 byl do jednoho draku varianty D3A1 zabudován motor MK8N Kinsei 54 o výkonu 969 kW. Toto spojení bylo označeno jako D3A2 model 12, avšak k sériové výrobě nevedlo.

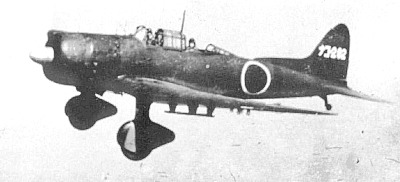
Aiči D3A2

Roku 1942 proběhla další modernizace, při níž letoun, označený jako D3A2 model 22, dostával motor Kinsei 51 nebo 54. Konstruktéři zvětšili kapacitu interních palivových nádrží, zadní část krytu kabiny byla prodloužena a na náboji vrtule byl umístěn aerodynamický kužel. Sériová výroba byla zahájena od srpna 1942 v závodech Aiči Funakata, kde byla ukončena v červnu 1944. Licenčně D3A2 model 22 produkovala také firma Šówa v Tokiu a to v období prosinec 1942 až srpen 1945 v počtu 201 kusů. K bojovým jednotkám se tato verze dostávala od podzimu 1942.
Některé D3A2 byly později upraveny na „cvičné bombardovací letouny typ 99 model 12“ D3A2-K.
Koncem roku 1943 bylo přijato rozhodnutí vyrábět cvičné bombardovací letouny, vycházející z konstrukce D3A2-K model 12, převážně ze dřeva. Výrobně náročné eliptické křídlo a ocasní plochy byly tvarově pozměněny. V létě 1944 byly dokončeny dva prototypy s motory Kinsei 54, které podle společnosti zajišťující vývoj obdržely označení Jokosuka D3Y1-K model 12 Mjódžó.
Další vývoj u firmy Macušita měl další subverzi D3Y1-K model 22 odlehčit, do konce války však byly postaveny jen tři sériové stroje.

## Bojové užití

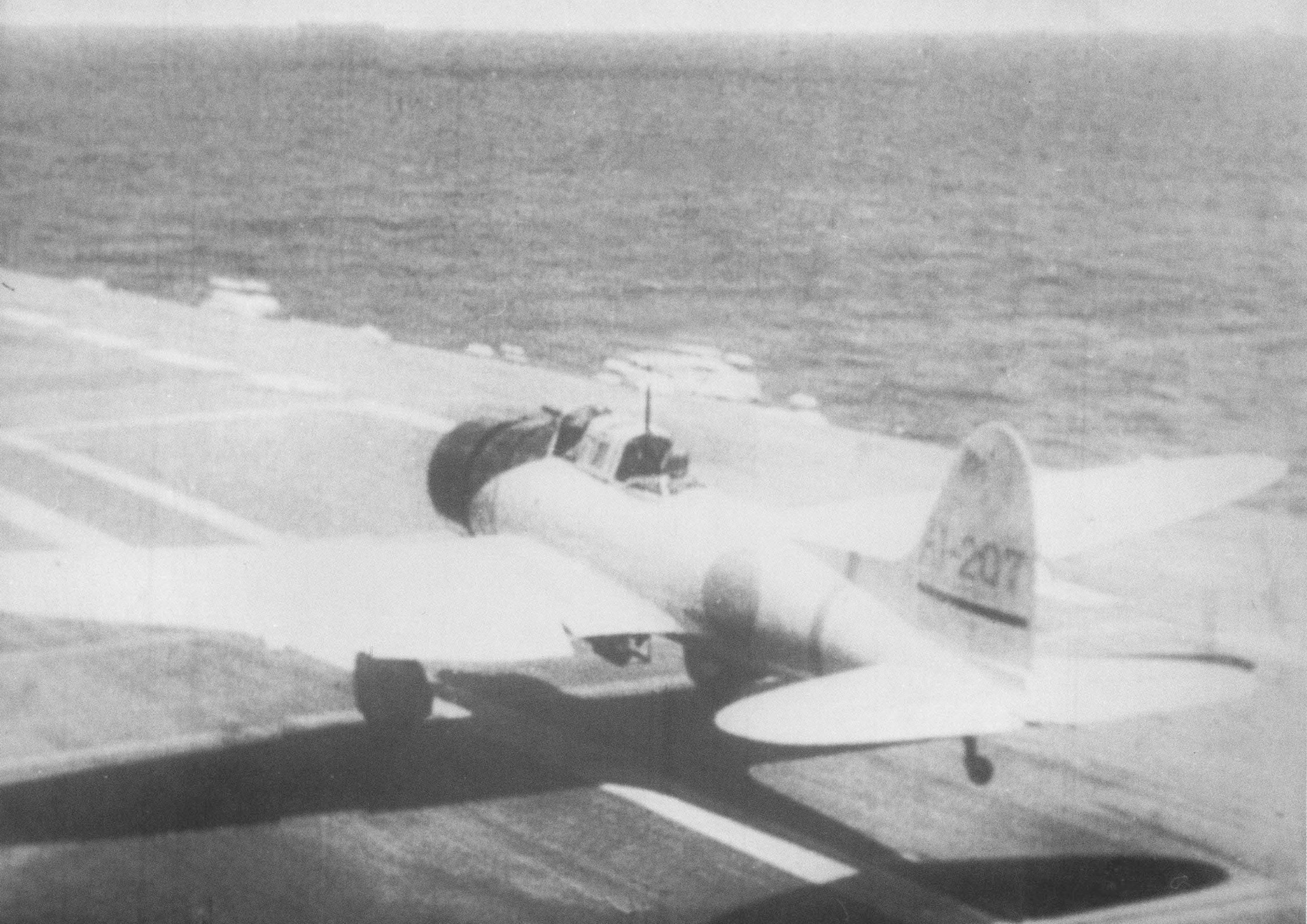
Aiči D3A během nájezdu do Indického oceánu

Nové letouny Aiči D3A1 sloužily jak na palubách letadlových lodí, tak na pozemních základnách. Nejdříve se zapojily do bojů v rámci 12. leteckého sboru v Číně.
Na počátku války v Tichomoří tvořily páteř výzbroje všech prvoliniových střemhlavých bombardovacích jednotek japonského vojenského námořnictva. Sloužily na letadlových lodích Akagi, Hirjú a Sorjú v počtu osmnácti strojů a Kaga, Šókaku a Zuikaku nesly po 27 strojích D3A1.
9. dubna 1942 střemhlavé bombardéry D3A1 potopily britskou letadlovou loď HMS Hermes poblíž ostrova Cejlon. V červnu 1944 byly D3A2 nasazeny v bojích ve Filipínském moři a na podzim téhož roku v Leytském zálivu.

## Specifikace

Nákres Aiči D3A1

### Technické údaje
- Rozpětí: 14,365 m[3]
- Rozpětí se složenými křídly: 10,932 m[3]
- Délka: 10,195 m[3]
- Nosná plocha: 34,90 m²[3]
- Hmotnost prázdného letounu: 2398 kg[3]
- Vzletová hmotnost: 3650 kg[3]
- Pohonná jednotka:
  - D3A1: 1x motor Micubiši Kinsei 43 s výkonem 745,7 kW (1000 hp) nebo 44 s výkonem 797,9 kW (1070 hp)
  - D3A2: 1x motor Micubiši Kinsei 54 o výkonu 969 kW (1300 hp)

### Výkony
- Max. rychlost: 382 km/h ve výšce 2230 m[3]
- Cestovní rychlost: 287 km/h[3]
- Výstup do 3000 m: 5:48 min[3]
- Dostup: 10 500 m[3]
- Dolet: 1480 km[4]

### Výzbroj
- 2 x pevný kulomet typu 97 ráže 7,7 mm
- 1x pohyblivý kulomet typu 92 ráže 7,7 mm v zadní části kabiny
- 1x 250 kg puma pod trupem a 2x 60 kg pumy pod křídly